# Biblis atomkraftværk
Biblis atomkraftværk  var et atomkraftværk i Biblis nær Darmstadt, Hessen, Tyskland. Det er ejet RWE. Det begyndte drift i 1975 og havde en effekt på 2525 MW. Som følge af udfasningen af atomkraft i Tyskland, var det beregnet at tages ud af drift i 2013. Ude af drift 18. marts 2011.
- Wikimedia Commons har flere filer relateret til Biblis atomkraftværk

49°42′36″N 8°24′55″Ø / 49.71000°N 8.41528°Ø
|  | Infoboks uden skabelon Denne artikel har en infoboks dannet af en tabel eller tilsvarende. |